# Patricia Stambuk
Patricia Stambuk Mayorga (Punta Arenas, Chile, 14 de agosto de 1951) es una periodista, escritora y académica chilena, reconocida por su trayectoria en prensa, radio y televisión y por sus libros de periodismo literario, cuatro de ellos dedicados a los pueblos originarios yagán y rapanui. Es la primera periodista chilena nombrada como miembro de número de la Academia Chilena de la Lengua y correspondiente de la Real Academia. El año 2023 obtuvo el Premio Nacional de Periodismo. Su obra ha sido traducida al japonés, chino, inglés, croata y alemán y es citada en numerosas publicaciones nacionales e internacionales.

## Inicios
Nació en Punta Arenas, región de Magallanes. Su padre, constructor, emigró desde Dalmacia a los 16 años con sus 4 hermanos menores. Su madre, poeta y pintora magallánica, era nieta de emigrantes españoles. Los diarios de vida personales fueron un primer acercamiento íntimo con la escritura biográfica, que cultivaría desde sus primeros años en la educación superior, y hasta hoy, con obras testimoniales en las que privilegia la voz del relator. Estudió Periodismo en la Universidad de Chile, de donde egresó en 1974 con la máxima distinción.  Su examen de grado fue sobre "Periodismo testimonial; superación del hecho noticioso aislado". Paralelamente, escribió la primera biografía sobre Violeta Parra, a cinco años de su muerte, en un estilo coral pionero que ha sido uno de los sellos reconocidos de su obra.

## Trayectoria profesional
En Magallanes trabajó como periodista en La Prensa Austral, El Magallanes, Radios Polar y Constelación y en la Red Austral de Televisión Nacional. Fue directora de Radio Presidente Ibañez y condujo los programas televisivos Reflejos, Lo Nuestro y Esta Semana. Fue corresponsal de La Tercera, revista Ercilla, Hoy y Análisis y de la agencia EFE. Participó como entrevistadora y columnista en revistas regionales y fue directora de Comunicaciones de la Universidad de Magallanes. 
En la V región destacó desde 1997 como entrevistadora política de El Mercurio de Valparaíso. Creó y condujo el programa Los Protagonistas en la Red Valparaíso de Televisión Nacional de Chile, y realizó entrevistas para todos los canales de regiones del país de TVN con señal propia.
En la Escuela de Periodismo de la Universidad Católica de Valparaíso fue profesora de Periodismo Interpretativo, investigó sobre agenda y productos de la prensa chilena y fue directora por varios años. A partir de 2006 inició sus investigaciones sobre historia contemporánea de Rapa Nui, publicando dos obras que hoy son lectura complementaria en la isla. Embajadora y gestora cultural ad honorem en la conmemoración de los 500 años de la primera circunnavegación de la Tierra, representante presidencial por segundo periodo en la Honorable Junta Directiva de la Universidad de Magallanes, Coordinadora general ad honorem del Centro de Estudios del Estrecho de Magallanes, institución multidisciplinaria, y Consultora en Stambuk Comunicaciones.

## Premios y distinciones
- Premio Nacional de Periodismo 2023
- Coordinadora general del Centro de Estudios del Estrecho de Magallanes, CEEM UMAG.
- Representante presidencial en la Honorable Junta Directiva de la Universidad de Magallanes, 2022
- Premio Manuel Montt[2]  2019 de la Universidad de Chile y la Fundación Manuel Montt a las mejores obras literarias chilenas, por Rongo, la historia oculta de Isla de Pascua, 2019.
- Representante presidencial en la Honorable Junta Directiva de la Universidad de Magallanes,[3] 2019.
- Diploma de Honor del Consejo Regional de Valparaíso por trayectoria profesional como docente e investigadora, 2018.
- Miembro de número de la Academia Chilena de la Lengua y miembro correspondiente de la Real Academia, incorporada oficialmente el 2018.
- Personaje destacado, Círculo de Profesionales y Empresarios de ascendencia croata,[4] 2018.
- Miembro correspondiente por Viña del Mar de la Academia Chilena de la Lengua, 2014.
- Medalla al mérito “Oreste Plath de la Academia Chilena de Literatura Infantil-juvenil”, 2012.
- Consejo Nacional del Libro y la Lectura. Primer premio Obra inédita por Rongo, La historia oculta de Isla de Pascua. 2009.
- Consejo Nacional del Libro y la Lectura. Primer premio Obra inédita por El Zarpe Final, memorias de los últimos yaganes, 2006.
- Premio Fondo Incentivo Publicaciones, Dirección de Investigaciones de la Pontificia Universidad Católica de Valparaíso, 2003.
- Nominación al premio APES, Asociación de Periodistas de Espectáculos, con el programa de televisión Los Protagonistas, Red Valparaíso de Televisión Nacional de Chile, 2000.
- Consultora externa en Proyecto UNICEF sobre infancia y televisión (Chile, Argentina y Uruguay), Universidad Católica Argentina y Universidad de Montreal, Buenos Aires, 2000.
- Premio Jornada Mundial de la Paz. Obispado de Punta Arenas. Punta Arenas, 1991.
- Premio María Luisa Bombal, Municipalidad de Viña del Mar, por Rosa Yagán,1986.

## Obras
- Violeta Parra, Primera biografía. Coautora con Patricia Bravo Berli. 1976. (2011 edición corregida y aumentada).
- Rosa Yagán. Lakutaia le kipa. 1986. (9.ª edición 2018).
- Chilenos for Export. Relatos de Vida. 2005.
- El zarpe final. Memorias de los Últimos Yaganes. 2007. (2022 edición corregida y aumentada).
- Voces en el Panteón, Historias y Personajes del Cementerio N.º 1 de Valparaíso. (2007.
- Rongo, La Historia Oculta de Isla de Pascua. 2010. (cuarta edición 2019).
- Iorana & Goodbye. Una Base Yanqui en Rapa Nui. 2016.
- 1520. Cuentos del Estrecho de Magallanes. 2019.
- El farero del fin del mundo.2022.